# چرخ‌ریسک بیشه‌ای آمریکایی
چرخ‌ریسک بیشه‌ای آمریکایی (نام علمی: Psaltriparus minimus) تنها گونه‌ای است که در سردهٔ Psaltriparus و تنها گونه از خانواده چرخ‌ریسکان دم‌دراز است که در جهان جدید یافت می‌شود. در آمریکای شمالی، به سادگی به عنوان «چرخ‌ریسک بیشه‌ای» شناخته می‌شود.

## آرایه‌شناسی
ده زیرگونه شناخته شده است:
- P. m. saturatus Ridgway، ۱۹۰۳ - جنوب غرب کانادا و شمال غرب ایالات متحده
- P. m. minimus (تاونسند، JK، ۱۸۳۷) - ساحل غربی ایالات متحده
- P. m. melanurus Grinnell & Swarth، ۱۹۲۶ - جنوب غربی ایالات متحده و شمال باجا کالیفرنیا
- P. m. Grindae Ridgway، ۱۸۸۳ - جنوب باجا، کالیفرنیا
- P. m. californicus Ridgway، ۱۸۸۴ - جنوب مرکزی اورگان تا جنوب مرکزی کالیفرنیا
- P. m. plumbeus (Baird, SF, 1854) - غرب-مرکز، جنوب ایالات متحده آمریکا و شمال مرکزی مکزیک
- P. m. dimorphicus Van Rossem & Hachisuka، ۱۹۳۸ - جنوب مرکزی ایالات متحده و شمال مرکزی مکزیک
- P. m. iulus Jouy، ۱۸۹۴ - غرب و مرکز مکزیک
- P. m. personatus Bonaparte، ۱۸۵۰ - جنوب مرکزی مکزیک
- P. m. melanotis (Hartlaub، ۱۸۴۴) - جنوب مکزیک و گواتمالا

چرخ‌ریسک بیشه‌ای آمریکایی در جنگل‌های باز و آمیخته زندگی می‌کند که اغلب شامل بلوط و یک طبقه زیرین چاپارال است. همچنین در پارک‌ها و باغ‌ها زندگی می‌کند. در تمام طول سال ساکن غرب ایالات متحده و مناطق مرتفع مکزیک است، از ونکوور تا حوضه بزرگ و مناطق پست و کوهپایه‌ای کالیفرنیا تا جنوب مکزیک و گواتمالا یافت می‌شود.

## نگارخانه

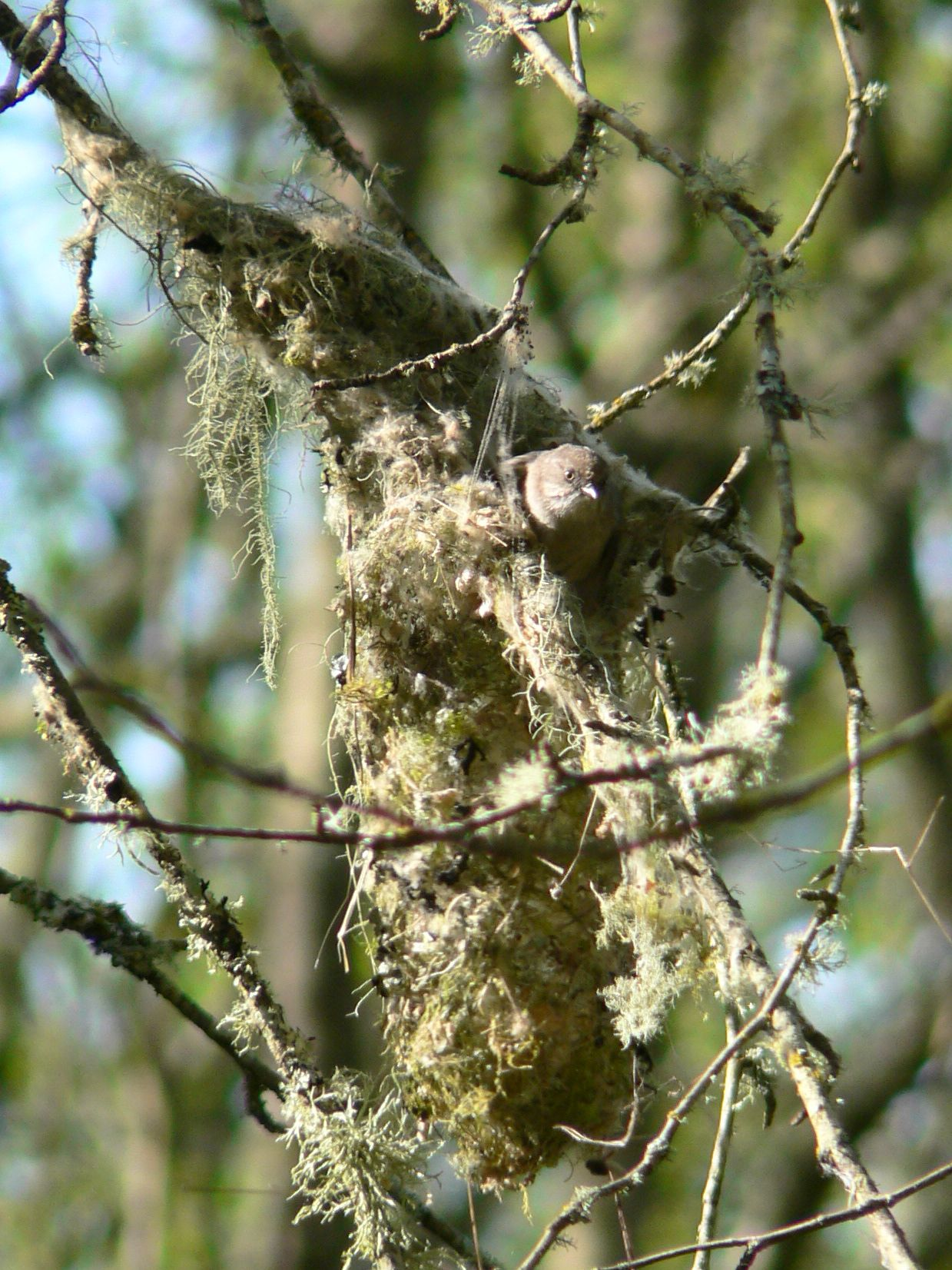
آشیانه
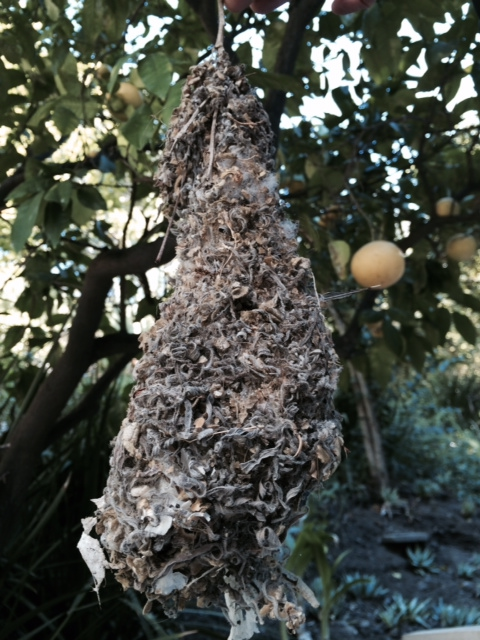
آشیانه
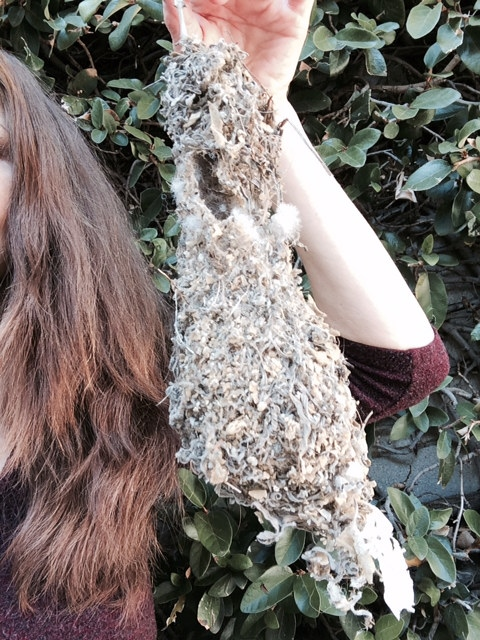
آشیانه
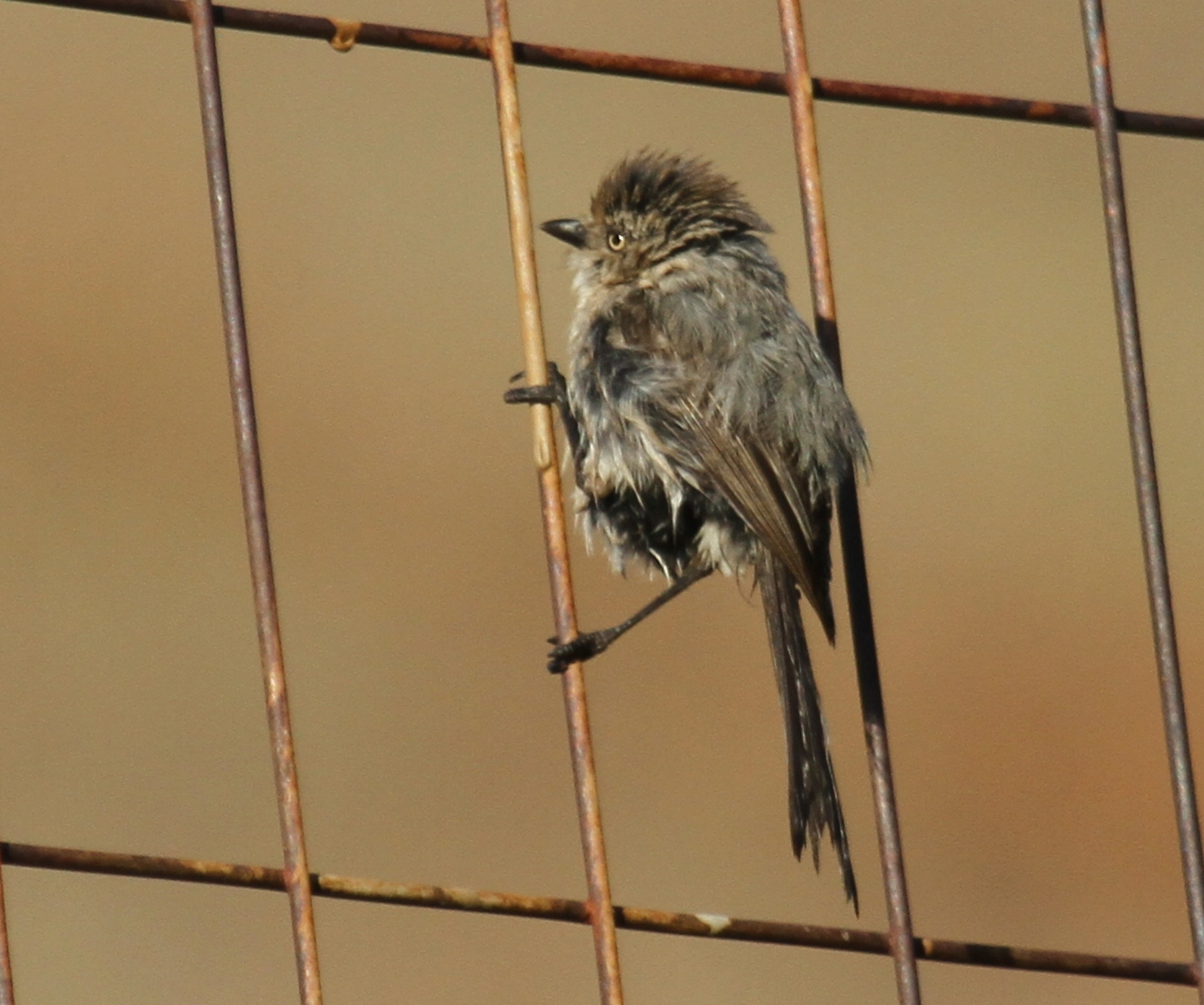
پلسانتون، کالیفرنیا